# アル＝ワクラ
アル＝ワクラ（アラビア語: بلدية الوكرة Baladīyat al-Wakrah）は、カタールの基礎自治体である。ドーハとライヤーンに接する。中心都市はアル＝ワクラ (都市)。2015年の人口は約14.1万人。1972年7月17日に設置された。

## 隣接行政区画
- ライヤーン
- ドーハ基礎自治体
- 東部州